# Michael Cates

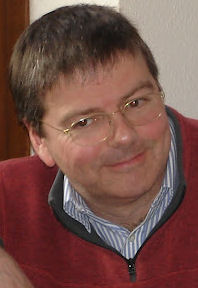
Michael Cates (2012)

Michael Elmhirst „Mike“ Cates (* 5. Mai 1961 in Bristol) ist ein britischer theoretischer Festkörperphysiker, der sich mit der statistischen Mechanik von weicher Materie befasst. Seit 2015 ist er Inhaber des renommierten Lucasischen Lehrstuhls für Mathematik an der Universität Cambridge.

## Leben
Cates wurde 1985 an der Universität Cambridge (Trinity College) bei Samuel Edwards promoviert. Nach einer Zeit als Post-Doktorand in den USA war er in Cambridge Research Fellow und Lecturer. Er ist seit 1995 Professor für theoretische Physik (Natural Philosophy) an der University of Edinburgh. Seit 2007 hat er eine Royal-Society-Forschungsprofessur.
2009 erhielt er die Dirac-Medaille (IOP) für Pionierarbeit auf dem Gebiet weicher Materie und speziell deren Fließverhalten. Im selben Jahr erhielt er die Goldmedaille der British Society of Rheology. 2011 erhielt er den Pierre Gilles de Gennes Lecture Prize des European Physics Journal. Für 2016 wurde ihm die Bingham Medal zugesprochen.
2004 wurde er Fellow der Royal Society of Edinburgh und 2007 der Royal Society. 2019 wurde Cates in die US-amerikanische National Academy of Engineering gewählt, 2021 in die US-amerikanische National Academy of Sciences.

## Schriften
- mit Paul Bartlett, Wilson C. K. Poon (Herausgeber) Colloids, grains and dense suspensions: under flow and under arrest, The Royal Society, 2009
- mit Martin Evans (Herausgeber) Soft and fragile matter: nonequilibrium dynamics, metastability, and flow (Proc. 53. Scottish Universities Summer School in Physics, St. Andrews 1999), Institute of Physics Publ., 2000